# Medeama SC
Medeama Sporting Club este un club de fotbal din Ghana cu sediul în Tarkwa, parte din regiunea de Vest al Ghanei. Clubul concurează în prezent în Premier League.